# Società Ginnastica Sampierdarenese 1925-1926
Questa pagina raccoglie i dati riguardanti la Società Ginnastica Sampierdarenese nelle competizioni ufficiali della stagione 1925-1926.

## Stagione
All'assemblea federale dell'agosto 1925 venne stabilito che a partire dalla stagione 1926-1927 il massimo campionato sarebbe stato a girone unico (a 16 squadre) e vi sarebbero state ammesse le prime otto classificate di ciascuno dei due gironi della Lega Nord. La Sampierdarenese, classificandosi al sesto posto nel girone B della Lega Nord, riuscì a qualificarsi al nuovo massimo campionato di Divisione Nazionale (che tuttavia non fu a girone unico, a causa dell'allargamento da 16 a 20 squadre stabilito dalla Carta di Viareggio del 2 agosto 1926).

## Divise
| Prima divisa |

## Organigramma societario
Area direttiva
- Presidente: Enrico De Amicis

Area tecnica
- Allenatore: Karl Rumbold

## Rosa

Pietro Bronzini ed Ercole Carzino (a sinistra), capitani del Milan e la Sampierdarenese, 1926.

| N. |                     | Ruolo | Calciatore                |
| -- | ------------------- | ----- | ------------------------- |
|    | Italia (bandiera)   | P     | Tullio Bonadeo            |
|    | Italia (bandiera)   | P     | Lino Gallino              |
|    | Italia (bandiera)   | P     | Enrico Viacava            |
|    | Italia (bandiera)   | D     | Giacomo Bergamino         |
|    | Italia (bandiera)   | D     | Faraone Cattaneo          |
|    | Italia (bandiera)   | D     | Gaetano Grippi            |
|    | Ungheria (bandiera) | D     | József Wereb              |
|    | Italia (bandiera)   | C     | Renato Boldrini           |
|    | Italia (bandiera)   | C     | Ercole Carzino (Capitano) |
|    | Italia (bandiera)   | C     | Elios Del Ponte           |

| N. |                   | Ruolo | Calciatore          |
| -- | ----------------- | ----- | ------------------- |
|    | Italia (bandiera) | A     | Luigi Cambiaso      |
|    | Italia (bandiera) | A     | Luigi Bodrato       |
|    | Italia (bandiera) | A     | Rodolfo Melani      |
|    | Italia (bandiera) | A     | Antonio Moretti     |
|    | Italia (bandiera) | A     | Giacomo Mura        |
|    | Italia (bandiera) | A     | Giuseppe Raggio     |
|    | Italia (bandiera) | A     | Luigi Davide Roveda |
|    | Italia (bandiera) | A     | Luigi Tabacco       |
|    | Italia (bandiera) | A     | Mario Toselli       |

## Calciomercato
| Acquisti | Acquisti            | Acquisti               | Acquisti   |
| R.       | Nome                | da                     | Modalità   |
| -------- | ------------------- | ---------------------- | ---------- |
| P        | Lino Gallino        | Sampierdarenese (ris.) | definitivo |
| P        | Enrico Viacava      | Andrea Doria           | definitivo |
| D        | József Wereb        | ?                      |            |
| A        | Antonio Moretti     | Carpi                  | definitivo |
| A        | Luigi Davide Roveda | ?                      |            |
| A        | Luigi Tabacco       | Genoa                  | definitivo |
| A        | Luigi Cambiaso      | ?                      |            |
| A        | Rodolfo Melani      | ?                      |            |

| Acquisti | Acquisti             | Acquisti | Acquisti   |
| R.       | Nome                 | da       | Modalità   |
| -------- | -------------------- | -------- | ---------- |
| P        | Enrico Carzino       | Genoa    | definitivo |
| D        | Italo Righetti       | ?        |            |
| A        | Natale Cinquegrani   | ?        |            |
| A        | Luigi Derchi         | ?        |            |
| A        | Giorgio Giorgini     | ?        |            |
| A        | Giuseppe Marchisotti | ?        |            |
| A        | Attilio Mattiozzi    | ?        |            |
| A        | Mazzino Merlini      | ?        |            |
| A        | Ezio Mognaschi       | ?        |            |
| A        | Pietro Repetto       | ?        |            |
| A        | Pietro Scevola       | ?        |            |
| A        | Mario Vellani        | ?        |            |

## Risultati

### Prima Divisione

#### Girone B

##### Girone di andata
| Arbitro: | U. Gama (Milano) |

|                         |           |  |
| Villa 9’ Rampini II 35’ | Marcatori |  |

| Arbitro: | P. Barlassina (Novara) |

|                               |           |                                    |
| Del Ponte 36’ Raggio 52’, 75’ | Marcatori | 70’ Powolny 79’ Sereno 83’ Baviera |

| Arbitro: | Bonello (Venezia) |

|                               |           |             |
| Roveda 16’ Toselli 89’ (rig.) | Marcatori | 30’ Pastore |

| Arbitro: | Musso (Torino) |

|                               |           |            |
| Alberti 40’ Levratto 64’, 67’ | Marcatori | 88’ Raggio |

| Arbitro: | R. Barlassina (Novara) |

|                    |           |              |
| Roveda 3’ Mura 14’ | Marcatori | 51’ Kregar I |

| Arbitro: | Turbiani (Ferrara) |

|                                                |           |            |
| Magnozzi 30’, 89’ Silvestri 53’, 68’ Pitto 83’ | Marcatori | 85’ Roveda |

| Arbitro: | Turriti (Firenze) |

|                                                          |           |             |
| Mura 44’ Moretti 46’ Toselli 67’ (rig.) Bergamino II 80’ | Marcatori | 34’ Bertoli |

| Arbitro: | Pozzi (Mantova) |

|            |           |                  |
| Preuss 12’ | Marcatori | 77’ Bergamino II |

| Arbitro: | Enrietti (Torino) |

|                            |           |           |
| Carzino II 79’ Moretti 81’ | Marcatori | 88’ Tritz |

| Arbitro: | Girelli (Verona) |

|                          |           |            |
| Bodini I 28’ Wilhelm 39’ | Marcatori | 10’ Roveda |

| Arbitro: | Mattea (Casale Monferrato) |

|                           |           |            |
| Del Ponte 22’ Tabacco 72’ | Marcatori | 35’ Muller |

##### Girone di ritorno
| Arbitro: | Pozzi (Mantova) |

|             |           |  |
| Tabacco 65’ | Marcatori |  |

| Arbitro: | A. Gama (Milano) |

|             |           |            |
| Ramello 43’ | Marcatori | 35’ Roveda |

| Arbitro: | Galli (Bologna) |

|                                |           |  |
| Pastore 1’, 23’, 49’ Hirzer 7’ | Marcatori |  |

| Arbitro: | Enrietti (Torino) |

|                        |           |                                         |
| Moretti 22’ Raggio 24’ | Marcatori | 37’ (aut.) Wereb 41’ Catto 43’ Levratto |

| Arbitro: | Bruna (Venezia) |

|                                  |           |  |
| A. Kregar 21’, 76’ A. Busini 28’ | Marcatori |  |

| Arbitro: | De Renzis (Trieste) |

|                        |           |              |
| Moretti 52’ Roveda 80’ | Marcatori | 27’ Magnozzi |

| Arbitro: | Ferro (Milano) |

|              |           |                             |
| Mattioli 16’ | Marcatori | 36’ Moretti 51’, 55’ Roveda |

| Arbitro: | Montessoro (Milano) |

|                                                                 |           |            |
| Del Ponte 15’, 16’, 54’ Cambiaso 17’, 23’, 69’ Moretti 75’, 81’ | Marcatori | 26’ Preuss |

| Arbitro: | Pozzi (Mantova) |

|                                                      |           |  |
| E. Banchero 8’, 22’ Cattaneo 37’ Lauro 55’ Tritz 72’ | Marcatori |  |

| Arbitro: | Franciosini (Modena) |

|                     |           |             |
| A. Bodrato 30’, 48’ | Marcatori | 75’ Wilhelm |

| Arbitro: | Malagodi (Ferrara) |

|                      |           |  |
| Santagostino 2’, 14’ | Marcatori |  |

## Statistiche

### Statistiche di squadra
| Competizione    | Punti | In casa | In casa | In casa | In casa | In casa | In casa | In trasferta | In trasferta | In trasferta | In trasferta | In trasferta | In trasferta | Totale | Totale | Totale | Totale | Totale | Totale | DR |
| Competizione    | Punti | G       | V       | N       | P       | Gf      | Gs      | G            | V            | N            | P            | Gf           | Gs           | G      | V      | N      | P      | Gf     | Gs     | DR |
| --------------- | ----- | ------- | ------- | ------- | ------- | ------- | ------- | ------------ | ------------ | ------------ | ------------ | ------------ | ------------ | ------ | ------ | ------ | ------ | ------ | ------ | -- |
| Prima Divisione | 23    | 11      | 9       | 1       | 1       | 30      | 14      | 11           | 1            | 2            | 8            | 8            | 29           | 22     | 10     | 3      | 9      | 38     | 43     | -5 |

### Statistiche dei giocatori
Fonte:
| Giocatore      | Prima Divisione | Prima Divisione |
| Giocatore      | Presenze        | Reti            |
| -------------- | --------------- | --------------- |
| G. Bergamino   | 17              | 2               |
| L. Bodrato I   | 5               | 2               |
| R. Boldrini II | 2               | 0               |
| T. Bonadeo     | 11              | -21             |
| L. Cambiaso    | 8               | 3               |
| E. Carzino II  | 21              | 1               |
| F. Cattaneo    | 9               | 0               |
| E. Del Ponte   | 11              | 5               |
| L. Gallino     | 10              | -20             |
| G. Grippi      | 13              | 0               |
| R. Melani      | 1               | 0               |
| A. Moretti     | 22              | 7               |
| G. Mura        | 19              | 2               |
| G. Raggio      | 19              | 4               |
| L. Roveda      | 22              | 8               |
| L. Tabacco     | 10              | 2               |
| M. Toselli     | 19              | 2               |
| E. Viacava     | 1               | -2              |
| J. Wereb       | 22              | 0               |